# Emmanuel d'Alzon
Emmanuel Joseph Marie Maurice Daudé d'Alzon (Le Vigan, 30 de agosto de 1810 – Nîmes, 21 de novembro de 1880), foi vigário-geral da diocese de Nîmes, no sul da França e fundador da Congregação dos Agostinianos da Assunção (1845) e das Oblatas da Assunção (1864).

## Formação
Emmanuel d´Alzon estudou no seminário de Montpellier (1832–1833), posteriormente completou sua formação como autodidata em Roma. Ligado desde a juventude aos ideais de liberdade de Lamennais, na antevéspera de sua ordenação foi-lhe mandado assinar, a pedido do Papa Gregório XVI e diante do Cardeal Vigário de Roma (Carlo Odescalchi), um ato de submissão formal às Encíclicas Mirari Vos (1832) e Singulari Nos (1834). Isso Equivalia a afirmar explicitamente que ele não mais compartilhava das ideias de Felicité de Lamennais e nem as defendia. O padre obedeceu, como ele mesmo afirmará, qual um leão ferido, rugindo. Mais tarde ao referir-se ao episódio, em carta a um professor escreverá: "(…) É necessário sempre trabalhar para Roma, algumas vezes sem Roma, mas nunca contra Roma".

## Fundador
Na França de seu tempo, pós-revolução, Emmanuel d´Alzon lamentava a falta de ordens religiosas que estivessem à altura das influências e das mentalidades da época. Como muitas ordens e congregações haviam sido expulstas da França pela Revolução, era necessário, ao seu ver, repropor e restaurar as antigas formas de vida religiosa, atualizando-as para fazer frente às inúmeras dificuldades que a Igreja enfrentava no século XIX. Assim, ele desejva ver surgir uma nova Ordem religiosa, enraizada na tradição mas que fosse capaz de responder aos desafios que eram impostos à Igreja. Para tanto, buscou em Santo Agostinho os princípios de uma sólida piedade e propgnou o surgimento de uma nova sociedade de presbíteros fundada na aceitação de tudo o que é Católico, na franqueza e na liberdade. Em carta a Maria Eugênia de Jesus, fundadora das Religiosas da Assunção, ele explica suas intuições: "Não conheço nada melhor para fazer morrer o espírito próprio e o amor próprio que a aceitação de todo bem existente fora de mim. Não conheço nada que conquiste mais os homens de nosso tempo que a franqueza; e não conheço nada mais forte para lutar contra os inimigos atuais da Igreja que a liberdade". Assim, na noite de Natal de 1845 Emmanuel toma o hábito religioso e dois dias depois inicia o noviciado com um leigo e outros quatro sacerdotes. Em 1850 professa os votos religiosos e juntamente com os irmãos que o acompanharam no noviciado constitue a Congregação dos Agostinianos da Assunção, conhecidos também como Padres Assuncionistas.

## Obras Apostólicas
A 6 de junho de 1862, encontrando-se em peregrinação em Roma, foi chamado pelo Papa Pio IX que lhe pediu expressamente que sua jovem Congregação se dedicasse à Missão junto aos ortodoxos, de modo particular junto aos Búlgaros, a fim de que estes voltassem à fé Católica. Da Bulgária a Congregação se estendeu à Romênia, Turquia, Grécia, Jerusalém e Rússia, compondo o que os assuncionistas chamaram de "Missão do Oriente" e, onde despenderam muito de suas forças.
Mais de uma vez foi-lhe proposto o Episcopado, mas ele declinará sempre, preferindo se consagrar à sua Congregação. Apostolo generoso e fecundo, lançou inumerosas iniciativas pastorais em sua diocese, em estreito laço com os sucessivos bispos: Mgr de Chaffoy (1822–1835), Cart (1837–1855), Plantier (1855–1875) e Besson (1875–1888). Pede demissão de seu cargo de Vigário Geral em 1878. Num ambiente fortemente marcado pelo galicanismo, permaneceu sempre fiel à Roma e ao papa, sendo considerado uma das mais eloquentes figuras do ultramontanismo.
Às suas duas Congregações designou alguns objetivos apostólicos: missões estrangeiras, missão entre os ortodoxos, educação católica segundo o espírito de Santo Agostinho, combate ao ateísmo, impressa, despertar de vocações religiosas e sacerdotais e peregrinações de penitência. Quis lançar as bases morais de sua família religiosa na aceitação de tudo o que é Católico, na franqueza e na liberdade. Morreu aos 21 de novembro de 1880, estando sitiado o colégio onde fundara a Congregação. O governo anti-católico da Terceira República Francesa, a contragosto, esperava apenas o fim de sua vida para invadir e tomar posse do Colégio Assunção, que nunca mais foi devolvido aos assuncionistas. A seu enterro compareceu uma multidão de 30.000 pessoas.  
O Papa João Paulo II reconheceu suas virtudes heroicas e o proclamou venerável aos 21 de novembro de 1991, 111 anos depois de sua morte.